# TUFF Puppy
Pour les articles homonymes, voir Tuff et Puppy.
TUFF Puppy est une série d'animation américaine en soixante épisodes de 22 minutes créée par Butch Hartman, diffusée entre le 2 octobre 2010 et le 4 avril 2015 sur Nickelodeon puis Nicktoons, et au Canada, depuis le 7 janvier 2011 sur Nickelodeon. TUFF Puppy est la troisième série d'animation réalisée par Butch Hartman, après Mes parrains sont magiques et Danny Fantôme.
En France, seule la première saison de la série est diffusée entre le 24 août 2011 et le 22 décembre 2012 sur Nickelodeon France. Elle aura cependant été (re)diffusée sur Nickelodeon Wallonie jusqu'au 6 avril 2020. La saison 2 sera éventuellement doublée en Français et disponible sur la plateforme de streaming Paramount+.

## Synopsis
Le protagoniste principal de la série est un chien, naïf mais déterminé, nommé Dudley Puppy, travaillant en tant qu'agent secret pour une organisation nommée TUFF (en anglais : Turbo Undercover Fighting Force), habituellement accompagné par son associée féline nommée Kitty Katswell. La série prend place dans une ville fictionnelle nommée Pétropolis, habitée par des animaux anthropomorphes.

## Personnages
- Dudley Puppy : C'est un chien et le personnage principal de la série. Il est le cœur et l'âme de T.U.F.F., ainsi que le partenaire de Kitty Katswell. Même s'il est dépeint comme un chien métis idiot, tête dans les airs, hyperactif et puissant, blanc et noir, qui ne porte habituellement rien de plus qu'un t-shirt noir. L'analyse de l'ADN de Keswick montre que Dudley est le "mélange parfait de toutes les races de chiens connues de l'homme". Puisque chaque race de chien a un trait spécial, les compétences naturelles de Dudley en font un agent formidable. Dudley a également de mauvaises habitudes d'être glouton et immature. En dépit de cette personnalité excentrique, son courage et ses compétences physiques naturelles avancées constituent un atout pour T.U.F.F. en cas de besoin et il peut être assez judicieux en cas de besoin. Il propose généralement des plans astucieux pour arrêter ses ennemis et il devient de plus en plus noble au fil du temps. Cependant, Dudley a maintes fois démontré qu'il possédait ces capacités. Malgré son âge, il vit toujours chez sa mère.
- Kitty Katswell : Un chat femelle qui est l'un des meilleurs agents de T.U.F.F. Elle est aussi la partenaire et la meilleure amie de Dudley. Habile dans divers styles de combat et utilisant des armes à feu, il est à court de tempérament et peut facilement être surpris, Kitty Katswell est une force avec laquelle il faut compter. Quelques épisodes mentionnent que ses anniversaires dans son enfance ont été horribles. Elle a passé huit ans au Collège des agents secrets et a une sœur jumelle nommée Katty qui est en prison. En tant que chat, elle s'est naturellement battue avec Dudley (qui est un chien) lorsqu'il a rejoint l'agence pour la première fois (généralement de manière immature). Cependant, au fil des épisodes, elle devient plus affectueuse envers Dudley, qui présente son courage, son adresse, sa noblesse et son respect pour elle et T.U.F.F. plus souvent. Plus tard, ils cessent de se battre et deviennent des amis sincères. Elle porte un costume d'espion gris foncé sur son cou de tortue blanche, des bottes blanches, un serre-tête blanc et des gants blancs (sauf si elle porte un déguisement). Elle cède parfois à son instinct animal, comme pour chasser des souris et des oiseaux, griffer des objets ou laisser des souris mortes sur le seuil de la porte.
- Le Chef : Une puce dure et stricte mais de bonne nature qui est le chef de l'agence T.U.F.F. Par la suite, il est l'employeur de Dudley et (bien qu'il se fâche généralement contre Dudley et lui hurle dessus), il semble être un peu fier de lui en tant qu'agent. Dans l'épisode 6b de la première saison, Le Chef part en mission (Internal Affairs), il a été révélé qu'il était auparavant le principal agent de terrain de T.U.F.F. jusqu'à sa retraite et qu'il devenait (ou était probablement récompensé) le chef de T.U.F.F. L'épisode a également révélé qu'il avait un pied bionique, une perte de mémoire à court terme et qu'il utilisait une toupée (en raison de son vieillissement). Son vrai nom est Herbert Dumbrowski.
- Keswick : Le principal inventeur et scientifique de T.U.F.F. Le QG, bien que ce qu’il invente ne vaut rien, à cause du fait qu’il tire de l’acide, est trop dangereux ou tout simplement imprévisible. Beaucoup de ses pistolets à rayons ont des résultats étranges, auxquels il répond avec frustration envers lui-même. Habituellement, quand il parle, il bégaie. Dudley est un peu proche de lui, bien que Dudley le trouve curieusement étrange, ce qui le rend curieux au sujet de son espèce. Curieusement, l'espèce de Keswick est simplement "Keswick". Par la suite, il a été démontré qu'il avait des branchies, des pattes palmées, ressemblait à un labradoodle ou à un chien de prairie et qu'il était capable de pondre des œufs. Dans l'épisode 7b de la première saison Le Bandit de l'année, il est démontré qu'il n'est pas en bons termes avec ses parents et dans l'épisodes 8b de la première saison, Le Casque qui rend invisible, il est révélé qu'il a un beau-frère, Stan. Cela confirme qu'il a une sœur. Dans Enfin les vacances, il est démontré qu'il ne sait pas bien chanter à cause de son bégaiement. Il est également révélé dans Un chien de tonnerre qu'il est extrêmement effrayé par les filles.
- Snaptrap (ou l'infâme Snaptrap) : Un rat diabolique et stupide et le chef de l'ordre diabolique de chaos. En dépit d'être un rat, il est allergique au fromage, ce qui le fait gonfler. Comme son ennemi juré Dudley Puppy, il est hyperactif, immature et tête en l'air. Cependant, contrairement à Dudley, il ne montre pas de potentiel intellectuel. Il est souvent facilement frustré lorsque son confrère, D.O.O.M. les députés font quelque chose de stupide. Snaptrap jette Larry, Dudley, Kitty ou d’autres personnes dans son réservoir de requins (qui ne tue jamais aucun d’eux). Dans Opération Super Anniversaire, il est révélé qu'il vit toujours avec sa mère. Plus tard dans Le Casque qui rend invisible, il est révélé que sa mère achète tous les gadgets diaboliques de Snaptrap. Ce même épisode montre qu'il a un blog et qu'il utilise ses gadgets pour des projets incroyablement stupides, comme se faufiler dans des salles de cinéma. Bien que, à certaines occasions, il ait prouvé qu'il était capable de faire le vrai mal, par exemple en lançant toute la ville au soleil (comme dans Mall Rat lorsqu'il simulait sa réforme). Après la plupart des défaites, il crie: « Je vais maintenant tracer ma revanche ! » Dans Forget Me Mutt, il est montré qu'il a été abusé verbalement par sa mère. Dans Mind Trap, il lui a été montré qu'il allait plonger dans des poubelles pour se nourrir.
- Blinote : Génie malfaisant au fond bleu qui ne peut pas voler avec ses ailes (quelque chose qu’il oublie toujours). Malgré l'origine de son nom d'espèce qui provient du mot espagnol "bobo" ou "stupide", il est le méchant le plus compétent. Bird Brain semble être très intelligent et capable dans son travail. Comme Snaptrap, il est très facilement frustré par ses camarades, qui ont tendance à être véritablement beaucoup plus sots que le gang plus intelligent et plus méchant de Snaptrap. Dans Un chien de tonnerre, il est révélé qu'il est prématurément chauve. Dans Noël en danger, il est révélé que, bien qu'il ait l'air vieux, il n'a que 23 ans.
- Francisco, l'un des sbires de Snaptrap, il trouve toujours les plans maléfiques à la place de son chef. C'est un alligator.
- Ollie, l'un des sbires de Snaptrap. C'est un opossum.
- Larry, l'un des sbires de Snaptrap. Il est son souffre-douleur, mais c'est probablement le membre le plus intelligent de D.O.O.M. C'est une musaraigne.
- Le Caméleon : Un caméléon diabolique et stupide dans un costume de transformation moléculaire qui lui permet de se métamorphoser en pratiquement n'importe quel objet déguisé ou inanimé. Dans Kitty sous haute-protection, son nom est prononcé « Le Cham-é-léon » comme un gag courtois qu'il voulait venger de Kitty Katswell en la faisant sauter neuf fois mais Dudley a héroïquement contrecarré son plan diabolique, la sauvant ainsi. Comme un gag, il essaie souvent de porter une sorte de lunette uniquement pour que ses yeux la traversent ou la traversent, ses yeux caméléon bougeant constamment autour de lui et regardant dans des directions séparées. Bizarrement, chaque fois que l’histoire le pousse à utiliser un déguisement pendant longtemps, sa voix n’est jamais dissimulée, bien qu’il soit capable de le déguiser pendant les courts déguisements d’autres épisodes
- Jack Le Lièvre, ancien partenaire de Kitty et ancien agent de T.U.F.F. Il était le meilleur agent et il semble très proche de Kitty, tout ceci rend Dudley très jaloux. Il s'avère qu'il est devenu un méchant.
- RITA, intelligence artificielle que Keswick a créé à partir d'un grille-pain. Elle est devenue méchante à la suite d'un court-circuit.
- La mère de Dudley, elle vit toujours avec son fils car il n'est pas assez mature pour prendre soin de lui-même. Elle est très protectrice et pensait au départ que le métier d'agent secret était trop dangereux. Elle sortira avec Snaptrap le temps d'un épisode.

## Production

### Développement
Après Danny Fantôme, qui mettait déjà en scène des super-héros, et l'humoristique Mes parrains sont magiques, TUFF Puppy est la troisième série produite par Butch Hartman pour la chaîne télévisée Nickelodeon.

### Fiche technique
- Titre français : TUFF Puppy
- Titre original : T.U.F.F. Puppy
- Création : Butch Hartman
- Réalisation : Butch Hartman, Michelle Bryan, Ken Bruce, John Mclntyre, Gary Conrad, Kevin Petrilak
- Scénario : Butch Hartman, Scott Fellows, Ray DeLaurentis, Will Schifrin, Kevin Sullivan, Joanna Lewis, Samantha Berger, Kevin Arrieta, Kristine Songco, Whitney Fox
- Musique : 
  - Compositeur(s) : Guy Moon
  - Compositeur(s) de musique thématique : Adam Schlesinger, Butch Hartman
- Production : 
  - Producteur(s) : Butch Hartman
- Producteur(s) exécutif(s) : Deirdre Brenner, Dave Thomas, Ray DeLaurentis, Randy Saba, George Goodchild
- Société(s) de production : Billionford Inc., Nickelodeon Animation Studios
- Format : 
  - Format image : 480i (4:3 SDTV) (saison 1), 1080i (16:9 HDTV) (saisons 2–3)
  - Format audio : Dolby Surround (saison 1), Dolby Digital (saisons 2-3)
- Langues : Français, Allemand, Anglais, Danois, Espagnol, Hongrois, Italien, Norvégien, Néerlandais, Polonais, Portugais, Turc
- Diffusion :  États-Unis,  Canada,  France
- Durée : 22 minutes

## Épisodes
TUFF Puppy est initialement diffusée aux États-Unis depuis le 2 octobre 2010 sur Nickelodeon. La première diffusion recense une audience de 3,6 millions de téléspectateurs. Au Canada, depuis le 7 janvier 2011 sur Nickelodeon,.
En France, la série est diffusée du 24 août 2011, jusqu'au 24 décembre 2012 sur Nickelodeon.
| Saison          | Saison | Épisodes | États-Unis      | États-Unis    | France          | France           | Chaîne        |
| Saison          | Saison | Épisodes | Début de saison | Fin de saison | Début de saison | Fin de saison    | Chaîne        |
| --------------- | ------ | -------- | --------------- | ------------- | --------------- | ---------------- | ------------- |
|                 | 1      | 26       | 2 octobre 2010  | 27 mai 2012   | 24 août 2011    | 22 décembre 2012 | Nickelodeon   |
|                 | 2      | 26       | 13 mai 2012     | 9 août 2013   | date inconnue   | date inconnue    | Nickelodeon   |
| 20 octobre 2013 | 2      | 26       | 17 mai 2014     | date inconnue | date inconnue   | Nicktoons        |               |
|                 | 3      | 8        | 26 juillet 2014 | 4 avril 2015  | date inconnue   | Nicktoons        | date inconnue |

## Distribution

### Voix originales
- Jerry Trainor : Dudley Puppy / Dr Rabies / Wanna-Bee / Katty / Mrs Katswell
- Grey DeLisle : Kitty Katswell / Zippy / Ewe / R.I.T.A. / Madame Catastophe / Katty / Mrs  Katswell / Fille Chimpmunk / Becky
- Daran Norris : Le Chef / Le Caméléon / Francisco / Bat / Jack le Lièvre / Meerkat / Wolf Spitzer / Eric / Bob Barky
- Jeff Bennett : Keswick / Larry / Ollie / Bad Dog / Shunk / Owl / Duck / Bluffalo / Sharing Moose / Weasel / Overbear / Rodger / Général Warthdog
- Maddie W. Taylor : Snaptrap / La Taupe / Escape Goat / Coin-coin le Canard / Rumble Bee / Mayor Teddy Bear / Phil / Mr Wong
- Rob Paulsen : Blinote
- Leslie Carrara-Rudolph : Peg Puppy
- Eric Bauza : Leather Teddy
- Mary Birdsong : Snowflake
- Dave Boat : Slush
- Chris Parnell puis Mick Wingert (en) : Le Thon à cape
- Carlos Alazraqui : Cafard Puant
- Candi Milo : Lunch Lady Bug

### Voix françaises
- Antoine Nouel : Dudley Puppy / Père Noël
- Anouck Hautbois : Kitty Katswell / R.I.T.A. / Zippy
- Gilbert Lévy : Le Chef / Le Caméléon
- Benoît DuPac : Keswick / Coin-Coin / Cafard puant (S1E19b)
- Benjamin Pascal : Larry / Blinote / Le Thon à Cape / Renne partageur / Michat / voix additionnelles
- Brigitte Virtudes : Peg Puppy
- Marc Bretonnière : Snaptrap / Ollie / Général Phacochère / Coin-coin le Canard
- Franck Sportis
- Stéphane Marais
- Marianne Leroux 
Version française
  - Studio de doublage : MJM PostProd (saison 1), Deluxe Media Paris (saison 2)
  - Direction artistique : Antoine Nouel
  - Direction artistique des chansons : Fanny Llado
  - Adaptation : Laurence Salva-Vignes et Gaëlle Kannengiesser

 Source et légende : version française (VF) sur RS Doublage

## Distinctions
| Année | Association  | Catégorie                                                    | Nomination                                                                       | Résultat   |
| ----- | ------------ | ------------------------------------------------------------ | -------------------------------------------------------------------------------- | ---------- |
| 2011  | Annie Awards | Meilleur script d'une série d'animation                      | Fred Gonzales                                                                    | Lauréat    |
| 2011  | Annie Awards | Design des personnages d'une série d'animation               | Ernie Gilbert                                                                    | Lauréat    |
| 2011  | Annie Awards | Design des personnages d'une série d'animation               | Gordon Hammond                                                                   | Nomination |
| 2011  | Emmy Awards  | Emmy Award de l'animation d'une série télévisée              | Kaz Aizawa                                                                       | Lauréat    |
| 2012  | Annie Awards | Design des personnages d'une série d'animation               | Gordon Hammond and Mike Dougherty                                                | Nomination |
| 2012  | Annie Awards | Réalisation d'une série d'animation                          | Ken Bruce                                                                        | Nomination |
| 2012  | Annie Awards | Storyboard d'une série d'animation                           | Dave Thomas et Fred Gonzales                                                     | Nomination |
| 2012  | Annie Awards | Écriture d'une série d'animation                             | Ray DeLaurentis, William Schifrin, et Kevin Sullivan, pour l'épisode Thunder Dog | Nomination |
| 2012  | Emmy Awards  | Emmy Award de l'animation d'une série télévisée              | Ernie Gilbert                                                                    | Lauréat    |
| 2012  | Emmy Awards  | Emmy Award de la direction musicale d'une série d'animation  | Guy Moon                                                                         | Nomination |
| 2013  | Annie Awards | Design des personnages d'une série d'animation               | Gordon Hammond for episode "Dudley Do-Wrong"                                     | Nomination |
| 2013  | Annie Awards | Musiques d'une série d'animation                             | Guy Moon for episode "Mission: Really Big Mission"                               | Nomination |
| 2013  | Annie Awards | Doublage d'une série d'animation                             | Jeff Bennett dans le rôle de Keswick, fans l'épisode Pup Daddy                   | Nomination |
| 2013  | Emmy Awards  | Emmy Award pour meilleur doubleur dans une série d'animation | Jerry Trainor dans le rôle de Dudley Puppy                                       | Nomination |